# Helixotionella spiralis
Helixotionella spiralis is een mosdiertjessoort uit de familie van de Otionellidae. De wetenschappelijke naam van de soort is voor het eerst geldig gepubliceerd in 1913 door Chapman.